# Izraelska svemirska agencija
Izraelska svemirska agencija ili ISA (engl. Israel Space Agency) je osnovana 1983. Trenutno planira dva znanstvena projekta u okviru međunarodne suradnje. Jedan se odnosi na UV teleskop, koji bi bio ugrađen u indijski geostacionarni satelit G Sat-4, a drugi na razvoj inovativnog mikrosatelita s ugrađenom multispektralnom kamerom i eksperimentalnim električnim manevarskim pogonom, u suradnji s francuskom svemirskom agencijom (CNES).

## Povijest
S obzirom na svoju veličinu, Izrael je uspio razviti vrlo napredan svemirski program. Izrael tako posjeduje svoje vlastito lansirno vozilo, svoju vlastitu svemirsku bazu i kapacitet za razvoj svojih vlastitih satelita. Kada je 1988. lansiran Ofeq 1 satelit, Izrael se pridružio ograničenoj grupi od 8 svemirskih sila, posjedujući sva potrebna sredstva za pristup svemiru. Svemirskim aktivnostima upravlja Izraelska svemirska agencija, osnovana 1982., pod nadzorom Ministarstva znanosti, kulture i sporta.
Izraelske svemirske aktivnosti započele su već 1963. utemeljenjem Nacionalne komisije za istraživanje svemira, na inicijativu izraelskih sveučilišta, dok je strateški potencijal svemira u smislu međunarodnog ugleda i operativnih potreba, kao i važna financijska podrška Ministarstva obrane doprinio njihovom daljnjem razvoju. Glavni industrijski ugovaratelj, Israel Aircraft Industries (IAI), od kraja hladnog rata čini sve da integrira razvoj novih tehnologija važnih za nacionalnu sigurnost s potencijalnim komercijalnim aplikacijama. IAI upošljava 14 000 ljudi, a glavna su joj područja proizvodnje civilni i vojni zrakoplovi, visokosofisticirana elektronika i svemirska tehnologija. Uz razvoj i proizvodnju lansirnih vozila i satelita, steklo je iskustvo i u području razvoja i proizvodnje zemaljske opreme za praćenje i kontrolu satelita, opreme za testiranje i različitih drugih komponenti.
Izraelska svemirska baza Palmahim smještena je južno od Tel Aviva i već je poslužila za lansiranje nekoliko izraelskih satelita. Lansiranja se obavljaju ka zapadu, kako bi se izbjeglo prelijetanje susjednih arapskih zemalja, što nepovoljno utječe na učinkovitost svemirskih lansiranja. Izraelsko lansirno vozilo Shavit (Comet) ima tri stupnja na kruto gorivo i četvrti stupanj na tekuće gorivo. Proizlazi iz Jericho 2 projektila, koji koristi istu tehnologiju kao projektil md 660, francuske kompanije Marcel Dassault.
Izraelski know-how također proizlazi i iz suradnje sa SAD-om, a osim toga Izrael na različite načine surađuje i s mnogim drugim zemljama, uključujući Europu, Rusiju, Brazil i Kinu. Iako može garantirati izraelsku lansirnu neovisnost, Shavitov ograničeni kapacitet, kombiniran s hendikepom lansiranja prema zapadu, omogućava podizanje tereta od samo nekoliko stotina kilograma u nisku LEO orbitu. Njegov proizvođač, Israel Aircraft Industries (IAI), predložio ga je kao mikrolansirno vozilo za NASA-u, no odabran je američki Pegasus. Produžena komercijalna verzija NEXT i njene LK izvedenice (LK-A, LK-1 i LK-2) razmatraju se za lansiranja iz SAD-a i Brazila. Najsnažnija izvedenica LK-2, moći će u višu LEO orbitu lansirati teret od 800 kilograma.
Na temelju vojnog izviđačkog satelita Ofeq 3, IAI (engl. Israel Aircraft Industries) je razvila 250 kg teški, komercijalni promatrački satelit EROS A (engl. Earth Resources Observation Satellite) optičke rezolucije od 1,8 metara, lansiran krajem 2000. iz sibirskog kozmodroma Svobodni, uz pomoć laganog ruskog lansirnog vozila Start-1. Krajem travnja 2006. u planu je bilo lansiranje EROS B satelita, rezolucije od samo 70 centimetara, dok se 2009. planira lansiranje satelita EROS C, te nakon toga još tri satelita ovog tipa, koji bi obuhvatili čitavu planetu Zemlju. U tijeku je i razvoj satelita s ugrađenim radarom (SAR), što bi omogućilo promatranje u svim vremenskim uvjetima.